# Beatrice Morgari
Pour les articles homonymes, voir Morgari.
Beatrice Morgari Vezzetti (née le 15 juin 1858 à Turin et morte en 1936 dans la même ville) est une peintre italienne qui fut active à la fin du XIXe et au début du XXe siècle. Elle était la fille des peintres Paolo Emilio Morgari (1815-1882) et Clementina Morgari Lomazzi (1819-1897). Son frère Luigi fut également peintre. Son autre frère, Oddino, était un homme politique.